# Scary Movie 4
Scary Movie 4 er en amerikansk komediefilm fra 2006 instrueret af David Zucker. Filmen har Anna Faris, Regina Hall, Leslie Nielsen og Carmen Electra i hovedrollerne.

## Medvirkende
- Anna Faris − Cindy Campbell
- Regina Hall
- Craig Bierko
- Conchita Campbell
- Beau Mirchoff
- Anthony Anderson
- Kevin Hart
- Leslie Nielsen
- Charlie Sheen
- Carmen Electra
- Michael Madsen
- Dr. Phil

## Parodierede film
Scary Movie 4 lader Cindy Campbell være Sarah Michelle Gellars rolle i Forbandelsen/The Grudge (2004) og Tom Ray være Tom Cruises rolle i War of the Worlds (2005). Samkøringen fortsætter med at Brenda og Cindy optræder inkognito i The Village (2004). Dr. Phil og basketballstjernen Shaquille O'Neal er i indledningsscenen spærret inde på et uhumsk toilet á la Saw (2004). Cindy og Brenda bliver testet af "rumvæsnerne" inspireret af Saw II (2005).

## Ekstern henvisning
- Scary Movie 4 på Internet Movie Database (engelsk)
- Scary Movie 4 på Filmdatabasen
- Scary Movie 4 på Scope
- Scary Movie 4 i Svensk Filmdatabas (svensk)
- Scary Movie 4 på AlloCiné (fransk)
- Scary Movie 4 på MovieMeter (nederlandsk)
- Scary Movie 4 på AllMovie (engelsk)
- Scary Movie 4 hos British Film Institute (engelsk)
- Scary Movie 4 på Turner Classic Movies (engelsk)
- Scary Movie 4 på The Movie Database (engelsk)